# Christa Stuart
Christa Stuart (Elst (Gelderland), 4 november 1986) is een Nederlandse voetbalster die in seizoen 2010/11 uitkwam voor VVV-Venlo. Sinds 2011 komt ze uit voor Eldenia Arnhem.

## Carrière
Stuart begon haar voetbalcarrière bij Spero in Elst. Daar heeft ze tot haar 12e jaar gevoetbald. In die tijd werd ze ook gescout voor de jeugdselectie van de KNVB. Na de jaren bij de jongens van Spero volgde er een overstap naar RKHVV te Huissen. Stuart werd uitgekozen om deel te nemen aan de meidenvoetbalschool die werd opgestart door Mary Willemsen. In seizoen 2010/11 nam ze met VVV-Venlo deel aan de Eredivisie Vrouwen. In de winterstop besloot ze echter te stoppen met voetbal, omdat de combinatie school, werk en voetbal geen haalbare kaart bleek.